# Rezerwat przyrody Jezioro Gaudy
Rezerwat przyrody Jezioro Gaudy – faunistyczny rezerwat przyrody położony w województwie warmińsko-mazurskim, w gminie Susz, w granicach Parku Krajobrazowego Pojezierza Iławskiego.
Rezerwat początkowo zajmował powierzchnię 318,78 ha. Obecnie jego powierzchnia liczy 520,56 ha. W jego skład wchodzi jezioro Gaudy oraz okoliczne bagna, zabagnione łąki i lasy. Jezioro zajmuje powierzchnię 152 ha, a jego maksymalna głębokość wynosi 2 m. Jego dno pokrywa warstwa osadu o wielometrowej miąższości. Ze względu na obecność rozległych bagien rezerwat jest trudno dostępny.
Rezerwat jest miejscem lęgu i bytowania ptactwa wodnego i błotnego, a także miejscem występowania interesujących zespołów roślinności torfowiskowej.

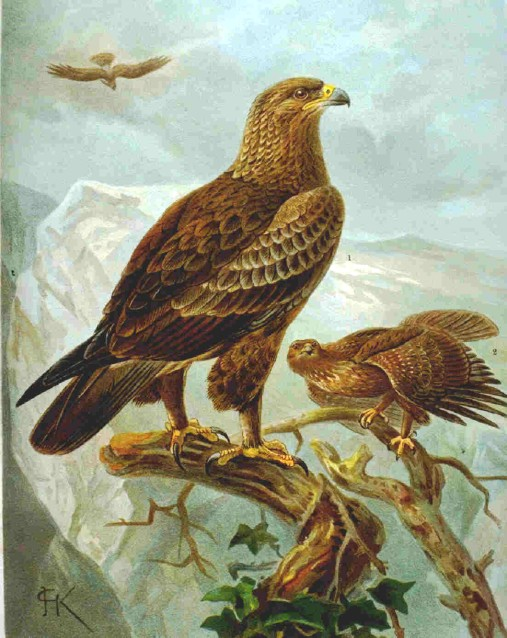
Orlik krzykliwy

Stwierdzono tu występowanie 124 gatunków ptaków. Można tu spotkać m.in. bielika, rybołowa, orlika krzykliwego, orlika grubodziobego, bociana czarnego, czaple, jastrzębie, myszołowy, błotniaki i kanie.
Występują tu także łosie, jelenie, sarny i dziki. W 1998 roku na terenie rezerwatu introdukowano bobry.